# Villa La Console
La villa La Console, est un bâtiment situé dans la commune genevoise de Genève, en Suisse.

## Histoire
La villa fait tout d'abord partie, au début du XXe siècle, du parc de l'Ariana qui s'étend alors jusqu'au lac. 
Lors du déménagement du jardin botanique depuis le parc des Bastions, elle est incorporée dans le nouveau domaine et accueille alors les collections d'herbiers légués par les botanistes locaux. Elle accueille ainsi la collection d'échantillons de Benjamin Delessert, ainsi que l'herbier de Marc Micheli et celui d'Étienne Moricand, tous deux élèves d'Augustin Pyrame de Candolle. En 1912, le bâtiment est agrandi pour recevoir également la collection du botaniste vaudois Émile Burnat.
Elle a été totalement rénovée et remise à niveau dans la seconde moitié du XXe siècle sur le plan de la sécurité, grâce à un don privé.
Tout comme l'ensemble jardin, incluant les serres, les bibliothèques et collections, ainsi que la maison de maître « Le Chêne »,  La Console est inscrite comme bien culturel suisse d'importance nationale.